# Metten
Metten est une commune de Bavière (Allemagne), située dans l'arrondissement de Deggendorf, dans le district de Basse-Bavière.

## Personnalité liée à la commune
- Rupert Mittermüller (1814-1893), historien mort à Metten.
- Pavlo Skoropadsky (1873-1945), homme politique ukrainien mort à Metten.
- Sepp Maier (1944-), footballeur allemand né à Metten.